# Ночная смена (сборник)
«Ночная смена» (англ. Night Shift) — второй сборник рассказов американского писателя Стивена Кинга, впервые опубликованный в 1978 году и состоящий из 20 рассказов в жанре ужасов. Предисловие к сборнику написал Джон Д. Макдональд. В этом сборнике Кинг во второй раз использует пролог, обращённый к читателю (первый авторский пролог присутствует в романе «Сияние») — в дальнейшем это станет «фирменным стилем» автора.
Сборник «Ночная смена» включает в себя несколько самых знаменитых рассказов Кинга, ранее опубликованных в различных журналах; 4 рассказа были написаны специально для сборника.
В 1979 году сборник номинировался на премии «Локус» и «Всемирную премию фэнтези».
Многие рассказы были в последующем экранизированы.

## Рассказы, вошедшие в сборник
| № | Название                     | Англ. название              | Год  | 1-я публикация               |
| --- | ---------------------------- | --------------------------- | ---- | ---------------------------- |
| 1 | Поселение Иерусалим          | Jerusalem’s Lot             | 1978 | ранее не публиковался        |
| В 1850 году аристократ Чарльз Бун получает в наследство поместье около заброшенного поселения Салемов Удел («Жребий») и узнаёт, что его предки были связаны с языческим культом, поклоняющимся демоническому «Червю». Рассказ стилизован под произведения Говарда Филлипса Лавкрафта и обращается к мифам Ктулху. |                              |                             |      |                              |
| 2 | Ночная смена                 | Graveyard Shift             | 1970 | Cavalier (октябрь 1970)      |
| Здание старой прядильной фабрики кишит крысами. Рабочий Холл заставляет циничного прораба Уорвика спуститься в подвал фабрики, где они сталкиваются с настоящим крысиным царством. |                              |                             |      |                              |
| 3 | Ночной прибой                | Night Surf                  | 1969 | Ubris (весна 1969)           |
| Большая часть населения Земли умерла после 19-дневной пандемии гриппа («Противостояние»). Компания молодых людей, считающих, что у них иммунитет к вирусу, проводит время на пляже, где они вскоре встречают больного и сжигают его заживо.                                                                       |                              |                             |      |                              |
| 4 | Чужими глазами               | I Am the Doorway            | 1971 | Cavalier (март 1971)         |
| Астронавт Артур, вернувшийся из полёта к Венере, обнаруживает у себя на пальцах глаза — в его организме поселилось некое инопланетное существо, постепенно завладевающее и остальным телом и заставляющее хозяина убивать.                                                                                        |                              |                             |      |                              |
| 5 | Мясорубка                    | The Mangler                 | 1972 | Cavalier (декабрь 1972)      |
| Расследуя гибель работницы прачечной в полуавтомате для скоростного глажения и сушки белья, полицейский Джон Хантон и преподаватель литературы Марк Джексон приходят к выводу, что полуавтомат одержим демоном, и пытаются совершить обряд экзорцизма.                                                            |                              |                             |      |                              |
| 6 | И пришёл бука                | The Boogeyman               | 1973 | Cavalier (март 1973)         |
| Пациент Лестер Биллингс рассказывает доктору Харперу о гибели троих своих детей — их будто бы убил «бука», выходящий из чулана в спальне. В итоге этим самым «букой» оказывается доктор Харпер. |                              |                             |      |                              |
| 7 | Серая дрянь                  | Gray Matter                 | 1973 | Cavalier (октябрь 1973)      |
| Выпив «плохого» пива, алкоголик Ричи Гринейдин постепенно превращается в существо из серой слизи. Герои, заглянув к нему домой, в страхе убегают, увидев, что существо размножается, делясь надвое. |                              |                             |      |                              |
| 8 | Поле боя                     | Battleground                | 1972 | Cavalier (сентябрь 1972)     |
| Профессиональный киллер Джон Реншо получает посылку — коробку с игрушечными солдатиками и военной техникой. Внезапно солдатики оживают, и киллер вынужден принять бой в собственной квартире. |                              |                             |      |                              |
| 9 | Грузовики                    | Trucks                      | 1973 | Cavalier (июнь 1973)         |
| Герои прячутся на бензозаправочной станции от оживших грузовиков, которые пытаются добиться, чтобы люди заправляли их топливом. Герои надеются дождаться, пока у осаждающих станцию грузовиков закончится бензин, но внезапно приезжает бензовоз с запасом топлива.                                               |                              |                             |      |                              |
| 10 | Иногда они возвращаются      | Sometimes They Come Back    | 1974 | Cavalier (март 1974)         |
| Школьный учитель Джим Норман вступает в противостояние с группой хулиганов, восставших из мёртвых, и вызывает Демона, считая, что зло можно одолеть только злом. |                              |                             |      |                              |
| 11 | Земляничная весна            | Strawberry Spring           | 1968 | Ubris (осень 1968)           |
| В 1968 году с приходом непривычно ранней и тёплой «земляничной весны» некто убивает четверых студенток колледжа. 8 лет спустя «земляничная весна» приходит снова. |                              |                             |      |                              |
| 12 | Карниз                       | The Ledge                   | 1976 | Penthouse (июль 1976)        |
| В пентхаузе на 43-м этаже небоскрёба наркоторговец Кресснер предлагает Стэну Норрису (любовнику своей жены Марсии) пари — если Стэн выйдет на балкон и сможет пройти вокруг всего здания по узкому карнизу, он получит свободу, деньги и жену Кресснера.                                                          |                              |                             |      |                              |
| 13 | Газонокосильщик              | The Lawnmower Man           | 1975 | Cavalier (май 1975)          |
| Гарольд Поркетт вызывает газонокосильщика, чтобы выкосить лужайку перед домом. Но вернувшись домой пораньше, он обнаруживает, что газонокосилка работает сама по себе, а сам газонокосильщик разделся догола и ест скошенную траву, уверяя, что работает на Пана.                                                 |                              |                             |      |                              |
| 14 | Корпорация «Бросайте курить» | Quitters, Inc.              | 1978 | ранее не публиковался        |
| Страстный курильщик Дик Моррисон подписывает договор с корпорацией «Бросайте курить». Вскоре он узнаёт, что за корпорацией стоят мафиози, которые используют самые жёсткие способы, чтобы заставить своих клиентов отказаться от вредной привычки.                                                                |                              |                             |      |                              |
| 15 | Я знаю, чего ты хочешь       | I Know What You Need        | 1976 | Cosmopolitan (сентябрь 1976) |
| Красивую и успешную Элизабет Роган преследует поклонник — невзрачный юноша Эд Хамнер-младший, владеющий некоей магией, которую он начинает использовать для того, чтобы убить Тони (жениха Элизабет) и привязать девушку к себе.                                                                                  |                              |                             |      |                              |
| 16 | Дети кукурузы                | Children of the Corn        | 1977 | Penthouse (март 1977)        |
| Семейная пара, заехав в захолустье штата Небраска, сталкивается со зловещим культом «детей кукурузы», которые убивают взрослых и приносят их в жертву демоническому обитателю кукурузных полей. |                              |                             |      |                              |
| 17 | Последняя перекладина        | The Last Rung on the Ladder | 1978 | ранее не публиковался        |
| Ларри получает запоздалое письмо от своей сестры Катрин, покончившей жизнь самоубийством. Когда они были детьми, под сестрой подломилась ступенька лестницы и только вмешательство брата спасло ей жизнь — теперь же Катрин вновь просит о помощи.                                                                |                              |                             |      |                              |
| 18 | Мужчина, который любил цветы | The Man Who Loved Flowers   | 1977 | Gallery (август 1977)        |
| Романтично настроенный молодой парень покупает цветы для своей девушки. Вскоре он встречает другую девушку, вручает ей цветы и убивает её после того, как он увидел в этой девушке свою давно умершую возлюбленную.                                                                                               |                              |                             |      |                              |
| 19 | На посошок                   | One for the Road            | 1977 | Maine (март-апрель 1977)     |
| Во время сильного снегопада в бар заходит перепуганный Джерарда Ламли — его жена Дженни и дочь Фрэнсис остались в машине, застрявшей в снегу около заброшенного города Салемов Удел («Жребий»). Поисковая группа едет на помощь и сталкивается с вампирами.                                                       |                              |                             |      |                              |
| 20 | Женщина в палате             | The Woman in the Room       | 1978 | ранее не публиковался        |
| Мать Джонни мучительно умирает от рака. Джонни мучается угрызениями совести, но всё же решается дать ей смертельную дозу лекарства. |                              |                             |      |                              |

## Экранизации
Режиссёр Сэм Рэйми выражал желание экранизировать сборник.

### Полнометражные кинофильмы
- «Дети кукурузы» (1984) режиссёра Фрица Кирша. Фильм и его уже не основанное на книге продолжение «Дети кукурузы 2: Последняя жертва» (1992) оказались достаточно успешными и породили серию продолжений, которые выпускались в формате direct-to-video и не демонстрировалась в кинотеатрах.
- «Кошачий глаз» (1985) режиссёра Льюиса Тига состоит из трех новелл; две из них представляют собой близкие к оригиналу экранизации рассказов из сборника «Ночная смена» — «Корпорация „Бросайте курить“» и «Карниз».
- «Максимальное ускорение» (1986), экранизация рассказа «Грузовики»; режиссёром выступил сам Стивен Кинг.
- «Ночная смена» (1990) режиссёра Ральфа Синглтона.
- «Газонокосильщик» (1992) режиссёра Бретта Леонарда. Сюжет фильма в жанре киберпанк не имеет ничего общего с рассказом; продюсеры из студии New Line Cinema приобрели права на экранизацию рассказа «Газонокосильщик» и использовали имя Стивена Кинга для продвижения фильма. В 1996 году был выпущен фильм-продолжение «Газонокосильщик 2: За пределами киберпространства», также не связанный с рассказом Кинга.
- «Давилка» (1994) режиссёра Тоуба Хупера, экранизация рассказа «Мясорубка». Позже было выпущено два direct-to-video продолжения: «Давилка 2: Компьютерный убийца» (2001) и «Давилка 3: Возрождение» (2005).
- «Дети кукурузы» (2020) режиссёра Курта Уиммера.
- «Бугимен» (2023) режиссёра Роба Сэвиджа.

### Телевизионные фильмы
- «Иногда они возвращаются» (1991) режиссёра Тома Маклафлина. Позже было выпущено два direct-to-video продолжения: «Иногда они возвращаются… снова» (1996) и «Иногда они возвращаются 3» (1998).
- «Зона 51» (1997) режиссёра Криса Томпсона, экранизация рассказа «Грузовики».
- Первая серия сериала «Ночные кошмары и фантастические видения» (2006) — экранизация рассказа «Поле боя».
- Фильм «Дети кукурузы» (2009) режиссёра Дональда П. Боркерса.

### Сериалы
- Рассказ «Серая дрянь» в антологии 2019 года Калейдоскоп ужасов (1 сезон, 1 серия), режиссёр — Грег Никотеро.

### Анимационные фильмы
- «Сражение» (1990, СССР) режиссера Михаила Титова; экранизация рассказа «Поле боя». Выполнен в технике тотальной мультипликации.

### Короткометражные фильмы по «долларовой сделке»
Около 1977 года Кинг сформулировал правила так называемой «долларовой сделки» (англ. Dollar Deal), по которой соглашался предоставлять разрешение на некоммерческую экранизацию своих рассказов студентам и начинающим кинематографистам за символическую сумму в 1 доллар. В результате было создано множество малобюджетных короткометражных фильмов:
- «Бугимен» (1982), экранизация рассказа «И пришёл бука».
- «Апостолы Ворона» (1983), экранизация рассказа «Дети кукурузы».
- «Женщина в комнате» (1983) режиссёра Фрэнка Дарабонта, экранизация рассказа «Женщина в палате».
- «Косильщик лужаек» (1987), экранизация рассказа «Газонокосильщик».